# Chaetexorista setosa
Chaetexorista setosa är en tvåvingeart som beskrevs av Chao 1965. Chaetexorista setosa ingår i släktet Chaetexorista och familjen parasitflugor. Inga underarter finns listade i Catalogue of Life.